# کمپ جادویی
کمپ جادویی (به انگلیسی: Magic Camp) یک فیلم کودکان آمریکایی در سبک فانتزی کمدی محصول سال ۲۰۲۰ به کارگردانی مارک واترز با بازی آدام دیواین، جفری تامبر و جیلیان جیکوبز است. این فیلم در ۱۴ اوت ۲۰۲۰ در دیزنی پلاس اکران شد و در ۲۶ مه ۲۰۲۳ از دیزنی پلاس حذف شد.

## خلاصه داستان
اندی تاکرمن به عنوان مشاور به کمپ شعبده بازی دوران نوجوانی خود بازمی‌گردد، جایی که وی امیدوار است بتواند حرفه خود را دوباره زنده کند و شغلی برای خودش دست و پا کند اما…

## ساخت
فیلمبرداری اصلی فیلم در ۱۰ ژانویه ۲۰۱۷ در لس آنجلس و اطراف آن آغاز شد. تریلر این فیلم در تاریخ ۱۰ آگوست ۲۰۲۰، چهار روز قبل از اکران فیلم منتشر شد.

## انتشار
این فیلم در ابتدا قرار بود در تاریخ ۶ آوریل ۲۰۱۸ توسطاستودیو سینمایی والت دیزنی در سینماها اکران شود. بعدها، اکران در سینما لغو شد و به‌طور انحصاری در دیزنی پلاس در ۱۴ اوت ۲۰۲۰ منتشر شد.

## بازخوردها
در راتن تومیتوز، این فیلم بر اساس رای ۱۳ نقد با میانگین امتیاز ۵٫۱ از ۱۰ دارای ۳۸٪ محبوبیت است.